# 国家地方警察長崎県本部
国家地方警察長崎県本部（こっかちほうけいさつながさきけんほんぶ）は、旧警察法時代に存在した長崎県の都道府県国家地方警察で、自治体警察を設けない地域を管轄区域とする。また国家地方警察福岡警察管区本部の行政管理を受ける。
1954年（昭和29年）の新警察法の公布により廃止され、新たに都道府県警察として長崎県警察が発足した。

## 沿革
- 1948年（昭和23年）- 長崎県警察部が廃止され、旧警察法（昭和22年法律第196号）の施行により、国家地方警察長崎県本部（略称は「国警」）と自治体警察に組織が再編。
- 1949年（昭和24年）
  - 7月11日 - 県警察学校の新校舎が城山町に完成。
  - 8月2日 - 県警察学校の新校舎が火災で焼失。
- 1950年（昭和25年）
  - 5月7日 - 国警県本部・県庁仮庁舎火災。
  - 8月10日 - 県警察学校の校舎が再建。
- 1952年（昭和27年）9月15日 - 国警県本部 警備部 警ら交通課に特別機動隊を設置。[1]

## 組織
1948年（昭和23年）時点
- 総務部 - 秘書企画課、会計課
- 警務部 - 人事装備課、教養課
- 刑事部 - 捜査課、鑑識課、防犯統計課
- 警備部 - 警備課、交通課、通信課、針尾警備課（不法入国取締）

## 地区警察署
| 年月日   | 1948年 （昭和23年） 2月1日    | 1948年 （昭和23年） 5月26日   | 1948年 （昭和23年） 9月1日  | 1951年 （昭和26年） 10月1日                   | 1953年 （昭和28年） 1月                   |
| -------- | ----------------------------- | ----------------------------- | --------------------------- | --------------------------------------------- | ----------------------------------------- |
| 署数     | 14署                          | 12署 （2署廃止）              | 14署 （2署増）              | 20署 （自治体警察一部廃止・ 統合により6署増） | 21署 （小浜町警察廃止・ 統合により1署増） |
| 西彼杵郡 | 西彼北地区警察署 （時津村）   | 西彼北地区警察署              | 西彼北地区警察署 （瀬戸町） | 瀬戸地区警察署                                | 瀬戸地区警察署                            |
| 西彼杵郡 | 西彼北地区警察署 （時津村）   | 西彼北地区警察署              | 西彼北地区警察署 （瀬戸町） | 崎戸地区警察署                                | 崎戸地区警察署                            |
| 西彼杵郡 | 西彼北地区警察署 （時津村）   | 西彼北地区警察署              | 西彼中地区警察署 （時津村） | 時津地区警察署                                | 時津地区警察署                            |
| 西彼杵郡 | 西彼南地区警察署 （長崎市）   | 西彼南地区警察署              | 西彼南地区警察署            | 長崎地区警察署                                | 長崎地区警察署                            |
| 南高来郡 | 南高地区警察署 （島原市）     | 南高地区警察署                | 南高南地区警察署 （島原市） | 島原地区警察署                                | 島原地区警察署                            |
| 南高来郡 | 南高地区警察署 （島原市）     | 南高地区警察署                | 南高南地区警察署 （島原市） | 有家地区警察署                                | 有家地区警察署                            |
| 南高来郡 | 南高地区警察署 （島原市）     | 南高地区警察署                | 南高南地区警察署 （島原市） | 口之津地区警察署                              | 口之津地区警察署                          |
| 南高来郡 | 南高地区警察署 （島原市）     | 南高地区警察署                | 南高北地区警察署 （神代村） | 神代地区警察署                                | 神代地区警察署                            |
| 南高来郡 | 南高地区警察署 （島原市）     | 南高地区警察署                | 南高北地区警察署 （神代村） | 神代地区警察署                                | 小浜地区警察署                            |
| 北高来郡 | 北高地区警察署 （諫早市）     | 北高地区警察署                | 北高地区警察署              | 諫早地区警察署                                | 諫早地区警察署                            |
| 東彼杵郡 | 東彼地区警察署 （佐世保市）   | 東彼地区警察署                | 東彼地区警察署              | 早岐地区警察署                                | 早岐地区警察署                            |
| 東彼杵郡 | 東彼地区警察署 （佐世保市）   | 東彼地区警察署                | 東彼地区警察署              | 川棚地区警察署                                | 川棚地区警察署                            |
| 北松浦郡 | 北松地区警察署 （江迎町）     | 北松地区警察署                | 北松地区警察署              | 江迎地区警察署                                | 江迎地区警察署                            |
| 北松浦郡 | 北松地区警察署 （江迎町）     | 北松地区警察署                | 北松地区警察署              | 志佐地区警察署                                | 志佐地区警察署                            |
| 北松浦郡 | 平戸島地区警察署 （平戸町）   | 平戸島地区警察署              | 平戸島地区警察署            | 平戸地区警察署                                | 平戸地区警察署                            |
| 南松浦郡 | 上五島地区警察署 （有川町）   | 上五島地区警察署              | 上五島地区警察署            | 上五島地区警察署                              | 上五島地区警察署                          |
| 南松浦郡 | 上五島地区警察署 （有川町）   | 上五島地区警察署              | 上五島地区警察署            | 中五島地区警察署 （奈良尾町）                 | 中五島地区警察署                          |
| 南松浦郡 | 下五島地区警察署 （福江町）   | 下五島地区警察署              | 下五島地区警察署            | 下五島地区警察署                              | 下五島地区警察署                          |
| 壱岐郡   | 壱岐地区警察署 （武生水町）   | 壱岐地区警察署                | 壱岐地区警察署              | 壱岐地区警察署                                | 壱岐地区警察署                            |
| 下県郡   | 下県地区警察署 （厳原町）     | 下県地区警察署                | 下県地区警察署              | 下県地区警察署                                | 下県地区警察署                            |
| 上県郡   | 上県地区警察署 （佐須奈村）   | 上県地区警察署                | 上県地区警察署              | 上県地区警察署                                | 上県地区警察署                            |
| その他   | 長崎水上警察署 （長崎市）     | 廃止 （長崎市警察署へ統合）   |                             |                                               |                                           |
| その他   | 佐世保水上警察署 （佐世保市） | 廃止 （佐世保市警察署へ統合） |                             |                                               |                                           |

## 支所
1948年（昭和23年）時点
- 佐世保支所

## 県内の自治体警察
| 年月日   | 1948年 （昭和23年） 2月1日 | 1954年 （昭和26年） 10月1日 | 1953年 （昭和28年） 1月                            |
| -------- | -------------------------- | --------------------------- | -------------------------------------------------- |
| 署数     | 38署                       | 15署 （23署廃止）           | 1局6署 （8署廃止）                                 |
| 長崎市   | 長崎市警察署               | 長崎市警察署                | 長崎市警察局 （長崎警察署と 稲佐警察署 の2署体制） |
| 西彼杵郡 | 瀬戸町警察署               |                             |                                                    |
| 西彼杵郡 | 崎戸町警察署               |                             |                                                    |
| 西彼杵郡 | 黒瀬村警察署               |                             |                                                    |
| 西彼杵郡 | 香焼村警察署               |                             |                                                    |
| 島原市   | 島原市警察署               | 島原市警察署                | 島原市警察署                                       |
| 南高来郡 | 有家町警察署               |                             |                                                    |
| 南高来郡 | 西有家町警察               |                             |                                                    |
| 南高来郡 | 加津佐町警察署             | 加津佐町警察署              | 加津佐町警察署                                     |
| 南高来郡 | 口之津町警察署             |                             |                                                    |
| 南高来郡 | 多比良町警察署             |                             |                                                    |
| 南高来郡 | 小浜町警察署               | 小浜町警察署                |                                                    |
| 諫早市   | 諫早市警察署               | 諫早市警察署                | 諫早市警察署                                       |
| 北高来郡 | 湯江町警察署               |                             |                                                    |
| 大村市   | 大村市警察署               | 大村市警察署                | 大村市警察署                                       |
| 東彼杵郡 | 川棚町警察署               |                             |                                                    |
| 東彼杵郡 | 上波佐見町警察署           |                             |                                                    |
| 佐世保市 | 佐世保市警察署             | 佐世保市警察署              | 佐世保市警察署                                     |
| 北松浦郡 | 平戸町警察署               | 平戸町警察署                | 平戸町警察署                                       |
| 北松浦郡 | 佐々町警察署               | 佐々町警察署                |                                                    |
| 北松浦郡 | 江迎町警察署               | 江迎町警察署                |                                                    |
| 北松浦郡 | 鹿町町警察署               | 鹿町町警察署                |                                                    |
| 北松浦郡 | 世知原町警察署             | 世知原警察署                |                                                    |
| 北松浦郡 | 志佐町警察署               |                             |                                                    |
| 北松浦郡 | 今福町警察署               | 今福町警察署                |                                                    |
| 北松浦郡 | 調川村警察署               | 調川町警察署                |                                                    |
| 北松浦郡 | 小佐々村警察署             | 小佐々町警察署              |                                                    |
| 南松浦郡 | 福江町警察署               |                             |                                                    |
| 南松浦郡 | 岐宿町警察署               |                             |                                                    |
| 南松浦郡 | 三井楽町警察署             |                             |                                                    |
| 南松浦郡 | 玉之浦町警察署             |                             |                                                    |
| 南松浦郡 | 富江町警察署               |                             |                                                    |
| 南松浦郡 | 有川町警察署               |                             |                                                    |
| 南松浦郡 | 青方町警察署               |                             |                                                    |
| 南松浦郡 | 奈良尾町警察署             |                             |                                                    |
| 壱岐郡   | 武生水町警察署             |                             |                                                    |
| 壱岐郡   | 勝本町警察署               |                             |                                                    |
| 下県郡   | 厳原町警察署               |                             |                                                    |

## 廃止後
|                 | 1953年（昭和28年）時点 自治体警察・国家地方警察 | 1954年（昭和29年）7月1日 長崎県警察 発足 | 備考                                                                                            |
| --------------- | ----------------------------------------------- | ---------------------------------------- | ----------------------------------------------------------------------------------------------- |
| 署数            | 自治体警察 - 1局6署 国家地方警察 - 21署         | 27署                                     |                                                                                                 |
| 長崎市 西彼杵郡 | 長崎市警察署 長崎地区警察署                     | 長崎警察署                               |                                                                                                 |
| 長崎市 西彼杵郡 | 長崎市警察署 長崎地区警察署                     | 大浦警察署                               |                                                                                                 |
| 長崎市 西彼杵郡 | 長崎市警察署 長崎地区警察署                     | 稲佐警察署                               |                                                                                                 |
| 長崎市 西彼杵郡 | 長崎市警察署 長崎地区警察署                     | 浦上警察署                               |                                                                                                 |
| 長崎市 西彼杵郡 | 時津地区警察署                                  | 時津警察署                               |                                                                                                 |
| 長崎市 西彼杵郡 | 瀬戸地区警察署                                  | 瀬戸警察署                               | 1955年（昭和30年）大瀬戸警察署に改称。 2005年（平成17年）西海警察署に改称。                     |
| 長崎市 西彼杵郡 | 崎戸地区警察署                                  | 崎戸警察署                               | 1968年（昭和43年）大崎警察署に改称。 1971年（昭和46年）大瀬戸警察署に統合。                     |
| 島原市 南高来郡 | 島原市警察署 島原地区警察署                     | 島原警察署                               |                                                                                                 |
| 島原市 南高来郡 | 有家地区警察署                                  | 有家警察署                               | 1972年（昭和42年）口之津警察署に統合。                                                          |
| 島原市 南高来郡 | 口之津地区警察署 加津佐町警察署                 | 口之津警察署                             | 2006年（平成18年）南島原警察署に改称。                                                          |
| 島原市 南高来郡 | 神代地区警察署                                  | 神代警察署                               | 1957年（昭和32年）国見警察署に改称。 2006年（平成18年）小浜警察署と統合され、雲仙警察署となる。 |
| 島原市 南高来郡 | 小浜地区警察署                                  | 小浜警察署                               | 2006年（平成18年）国見警察署と統合され、雲仙警察署となる。                                      |
| 諫早市 北高来郡 | 諫早市警察署 諫早地区警察署                     | 諫早警察署                               |                                                                                                 |
| 大村市          | 大村市警察署                                    | 大村警察署                               |                                                                                                 |
| 東彼杵郡        | 川棚地区警察署                                  | 川棚警察署                               |                                                                                                 |
| 佐世保市        | 佐世保市警察署 早岐地区警察署                   | 佐世保警察署                             |                                                                                                 |
| 佐世保市        | 佐世保市警察署 早岐地区警察署                   | 早岐警察署                               |                                                                                                 |
| 佐世保市        | 佐世保市警察署 早岐地区警察署                   | 相浦警察署                               |                                                                                                 |
| 北松浦郡        | 江迎町警察署                                    | 江迎警察署                               |                                                                                                 |
| 北松浦郡        | 平戸町警察署 平戸地区警察署                     | 平戸警察署                               |                                                                                                 |
| 北松浦郡        | 志佐地区警察署                                  | 志佐警察署                               | 1965年（昭和30年）松浦警察署に改称。                                                            |
| 南松浦郡        | 上五島地区警察署                                | 有川警察署                               | 2004年（平成16年）新上五島警察署に改称。                                                        |
| 南松浦郡        | 中五島地区警察署                                | 奈良尾警察署                             | 1972年（昭和42年）有川警察署に統合。                                                            |
| 南松浦郡        | 下五島地区警察署                                | 福江警察署                               | 2004年（平成16年）五島警察署に改称。                                                            |
| 壱岐郡          | 壱岐地区警察署                                  | 壱岐警察署                               |                                                                                                 |
| 下県郡          | 下県地区警察署                                  | 厳原警察署                               | 2004年（平成16年）対馬南警察署に改称。                                                          |
| 上県郡          | 上県地区警察署                                  | 佐須奈警察署                             | 1955年（昭和30年）上県警察署に改称。 2004年（平成16年）対馬北警察署に改称。                     |

## 参考資料
- 「長崎県警察史 下巻」（1979年（昭和54年）3月20日発行, 長崎県警察本部）
- 「長崎県警察史 第3巻」（1996年（平成8年）3月31日発行, 長崎県警察本部）